# Prince of Persia 2: The Shadow and the Flame
Prince of Persia 2: The Shadow and the Flame är ett plattformsspel som släpptes av Brøderbund 1993. Spelet är en uppföljare till Prince of Persia från 1989.

## Handling
Spelet utspelas elva dagar efter händelserna i det första spelet, i Persien liksom flera andra platser. Under denna period av elva dagar hyllades prinsen som en hjälte som besegrat den onde Jaffar. Han tackar nej till alla rikedomar och istället ber han om prinsessans hand i äktenskap som sin belöning, vilket sultanen motvilligt går med på.
När prinsen en morgon ska gå in i palatsets tronrum, ändras hans utseende så att han ser ut som en tiggare. Ingen känner igen honom, och när han försöker tala med prinsessan, framträder en man som delar hans utseende (Jaffar, som är magiskt dold) ur skuggorna, och beordrar att vakterna kastar ut honom. Med vakterna tätt inpå honom, hoppar prinsen ut genom ett fönster och flyr från staden på ett handelsfartyg. Prinsen somnar ombord på fartyget och drömmer om en mystisk kvinna som ber prinsen att hitta henne. Precis då träffas fartyget av en blixt, som kastats av Jaffar. När prinsen återfår medvetandet, befinner han sig på stranden av en främmande ö. Han kommer fram till en grotta full med levande skelett som han måste kämpa mot. Han flyr slutligen på en flygande matta. Under tiden, i Persien, tar Jaffar tronen i prinsens skepnad. Prinsessan blir sjuk under Jaffars förtrollning.
Mattan för prinsen till ruinerna av en gammal stad fylld med spöken, ormar och fällor. När prinsen kommer till vad som en gång verkar ha varit ett tronrum, vidrör han ett svärd och förlorar medvetandet och den mystiska kvinnan han drömde om tidigare visar sig igen, och hon berättar att hon är hans mor, hon berättar vidare om sin mans död och hennes situation, och att hon var tvungen att överge prinsen så att han skulle få leva. Prinsen rider på en magisk häst till ett rött tempel. I templet finner prinsen att han kan skilja sig från sig kropp och förvandlas till en skugga som Jaffars magiska spegel skapade i händelserna under det första spelet. Prinsen använder detta för att stjäla den heliga lågan i templet, och sedan rider han tillbaka till Persien. Här stöter han på Jaffar, som flyr. Prinsen förvandlar sig till en skugga med en blå låga igen, och kastar slutligen en magisk eld på Jaffar och besegrar honom. Prinsessan vaknar ur förtrollningen Jaffar kastat, och prinsen ger order om att Jaffars aska ska spridas. På slutet får man se prinsen och prinsessan rida bort i fjärran, emellertid visar det sig att en gammal kvinna tittar på dem genom en kristallkula.